# NGC 2290
NGC 2290 est une galaxie spirale située dans la constellation des Gémeaux. NGC 2290 a été découverte par l'astronome germano-britannique William Herschel en 1793.

## Caractéristiques
Sa vitesse par rapport au fond diffus cosmologique est de 5 147 ± 12 km/s, ce qui correspond à une distance de Hubble de 75,9 ± 5,3 Mpc (∼248 millions d'al).
À ce jour, trois mesures non basées sur le décalage vers le rouge (redshift) donnent une distance de 86,200 ± 0,608 Mpc (∼281 millions d'al), ce qui est à l'extérieur des valeurs de la distance de Hubble. Notons que c'est avec la valeur moyenne des mesures indépendantes, lorsqu'elles existent, que la base de données NASA/IPAC calcule le diamètre d'une galaxie et qu'en conséquence le diamètre de NGC 2290 pourrait être d'environ 34,2 kpc (∼112 000 al) si on utilisait la distance de Hubble pour le calculer.
NGC 2290 présente une large raie HI.

## Groupe de NGC 2274
NGC 2290 fait partie du groupe de NGC 2274 compte au moins 4 membres. Les trois autres galaxies du groupe sont NGC 2274 et NGC 2275 et UGC 3537.